# Affektivität

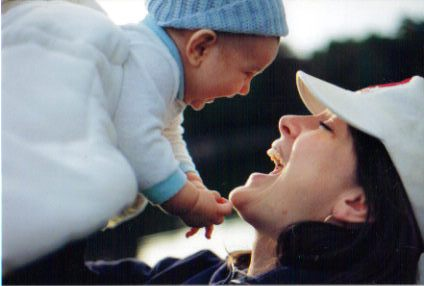
Eine Mutter und ihr Kind zeigen Affekt.

Affektivität ist ein Begriff aus der Psychiatrie und Psychologie. Er wurde zuerst von Eugen Bleuler verwendet und bezeichnet die Gesamtheit des Gefühls- und Gemütslebens. Er umfasst somit die Affekte, Emotionen, Stimmungen sowie die Triebhaftigkeit. In der Umgangssprache wird Affektivität auch als Gefühlsansprechbarkeit verstanden.
Der Begriff Affektivität steht bei Bleuler in Beziehung zum Begriff der Ambivalenz und kennzeichnet damit den Gegensatz zwischen rationaler Beurteilung und affektiver Bewertung (siehe dazu den Unterschied zwischen den älteren Begriffen Geisteskrankheit und Gemütskrankheit). Es handelt sich bei der Affektivität nicht nur um graduell und quantitativ bemerkenswerte bzw. starke seelische Erlebnisweisen und Reaktionen, wie sie etwa bei sogenannten Affekttaten auftreten, sondern auch um solche, die durch leichtgradige seelische Energiebeträge hervorgerufen und bedingt seien.
Bleuler unterscheidet von der Affektivität die Sinnesempfindungen und sonstigen Körperempfindungen. Auch solche Gefühle wurden von Bleuler von der Affektivität unterschieden, die eine innere Wahrnehmung z. B. der Gewissheit oder der Wahrscheinlichkeit darstellen oder die als unklare Gedanken oder Erkenntnisse auftreten.
Die Verbindung von Gefühlen mit Gedanken ist auch als gefühlsbetonte Vorstellung zu bezeichnen. Unangenehme und verunsichernde Verbindungen dieser Art werden auch als Komplexe bezeichnet, die gewöhnlich aus konflikthaften früheren Situationen hervorgehen. Sie verhindern meist die Rückkehr in eine gewohnte seelische Ausgangslage. Fast allein durch Affektivität werde der Charakter eines Menschen bestimmt, der diese „Ausgangslage“ speziell umschreibt und somit auch die Mechanismen der Abwehr, mit denen diese Ausgangslage wiederhergestellt wird. So machten etwa leicht wechselnde, aber zur Euphorie neigende Gefühle den Sanguiniker aus, anhaltende und Tiefe den Phlegmatiker. Der moralische Charakter werde durch affektive Verbindungen mit Begriffen des Guten und Bösen bestimmt.
Jean Piaget untersuchte Zusammenhänge zwischen Affektivität und Intelligenz.